# Юканж
Юка́нж (фр. Uckange) — муніципалітет у Франції, у регіоні Гранд-Ест, департамент Мозель. Населення — 6976 осіб (01.01.2021).
Муніципалітет розташований на відстані близько 290 км на схід від Парижа, 21 км на північ від Меца.

## Історія
До 2015 року муніципалітет перебував у складі регіону Лотарингія. Від 1 січня 2016 року належить до нового об'єднаного регіону Гранд-Ест.

## Демографія
Динаміка населення (Ehess і INSEE ):
Розподіл населення за віком та статтю (2006):
| Стать | Всього | До 15 років | 15-24 | 25-44 | 45-64 | 65-85 | Понад 85 |
| --- | ------ | ----------- | ----- | ----- | ----- | ----- | -------- |
| Чоловіки | 3667   | 789         | 613   | 1001  | 800   | 452   | 12       |
| Жінки | 3700   | 636         | 608   | 932   | 952   | 540   | 32       |
| \| Статево-вікова піраміда \| Статево-вікова піраміда \| Статево-вікова піраміда \| \| ----------------------- \| ----------------------- \| ----------------------- \| \| Чоловіки \| Вік \| Жінки \| \| 12 \| 85 + \| 32 \| \| 36 \| 80-84 \| 64 \| \| 80 \| 75-79 \| 132 \| \| 172 \| 70-74 \| 132 \| \| 164 \| 65-69 \| 212 \| \| 144 \| 60-64 \| 156 \| \| 220 \| 55-59 \| 288 \| \| 204 \| 50-54 \| 248 \| \| 232 \| 45-49 \| 260 \| \| 237 \| 40-44 \| 248 \| \| 248 \| 35-39 \| 228 \| \| 252 \| 30-34 \| 240 \| \| 264 \| 25-29 \| 216 \| \| 341 \| 20-24 \| 284 \| \| 272 \| 15-20 \| 324 \| \| 257 \| 10-14 \| 248 \| \| 280 \| 5-9 \| 200 \| \| 252 \| 0-4 \| 188 \| |        |             |       |       |       |       |          |
| Статево-вікова піраміда |        |             |       |       |       |       |          |
| Чоловіки | Вік    | Жінки       |       |       |       |       |          |
| 12 | 85 +   | 32          |       |       |       |       |          |
| 36 | 80-84  | 64          |       |       |       |       |          |
| 80 | 75-79  | 132         |       |       |       |       |          |
| 172 | 70-74  | 132         |       |       |       |       |          |
| 164 | 65-69  | 212         |       |       |       |       |          |
| 144 | 60-64  | 156         |       |       |       |       |          |
| 220 | 55-59  | 288         |       |       |       |       |          |
| 204 | 50-54  | 248         |       |       |       |       |          |
| 232 | 45-49  | 260         |       |       |       |       |          |
| 237 | 40-44  | 248         |       |       |       |       |          |
| 248 | 35-39  | 228         |       |       |       |       |          |
| 252 | 30-34  | 240         |       |       |       |       |          |
| 264 | 25-29  | 216         |       |       |       |       |          |
| 341 | 20-24  | 284         |       |       |       |       |          |
| 272 | 15-20  | 324         |       |       |       |       |          |
| 257 | 10-14  | 248         |       |       |       |       |          |
| 280 | 5-9    | 200         |       |       |       |       |          |
| 252 | 0-4    | 188         |       |       |       |       |          |

## Парк на місці колишнього металургійного заводу

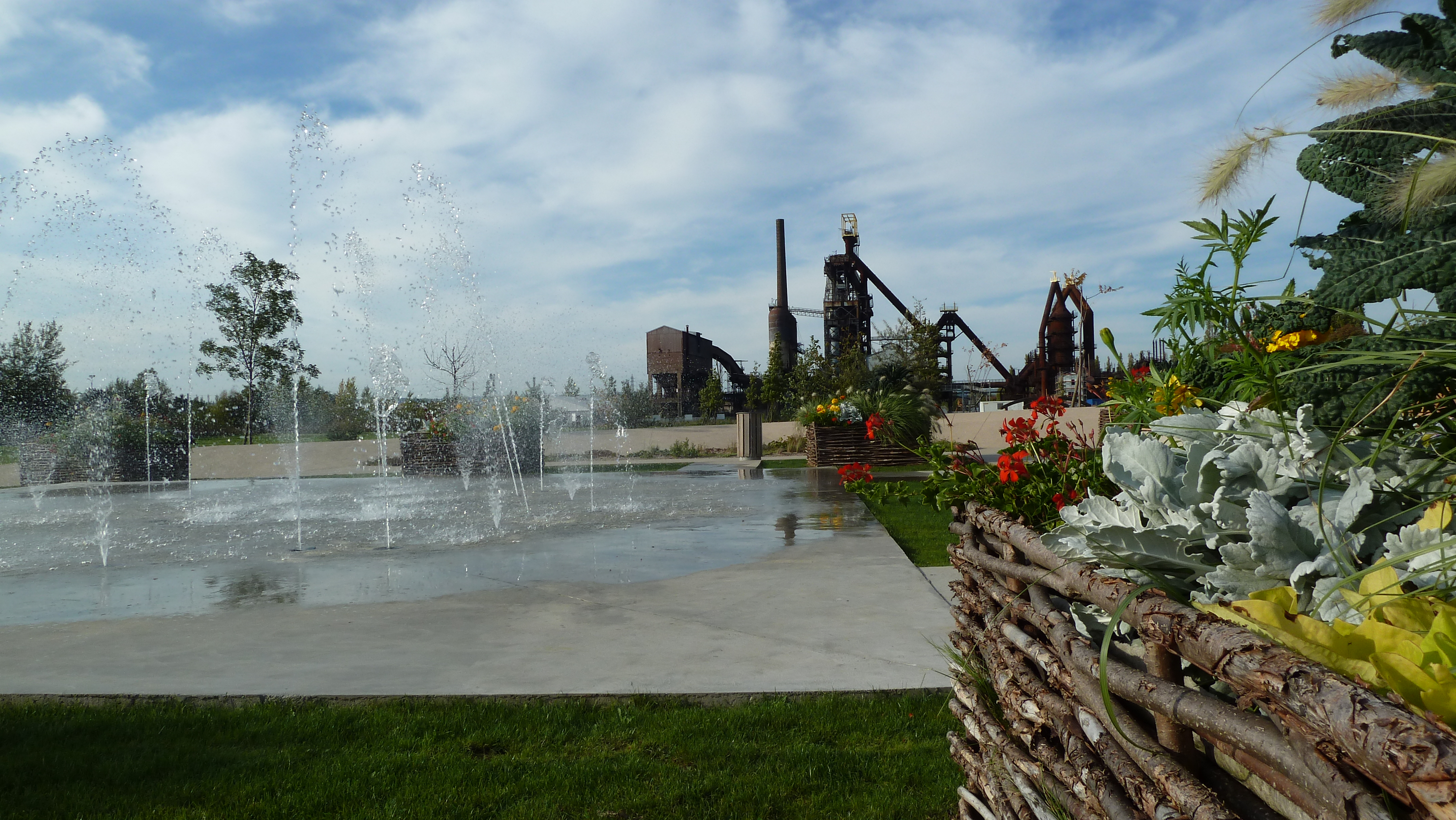
Парк «Доменна піч U4».

1890 року у Юканж був побудований металургійний завод, що працював до 1991 року.
Сьогодні на території колишнього заводу розташований парк «Доменна піч U4», 2001 року колишній завод отримав статус історичної пам'ятки Франції.

## Економіка
2010 року серед 4366 осіб працездатного віку (15—64 років) 2853 були активними, 1513 — неактивними (показник активності 65,3%, у 1999 році було 58,4%). З 2853 активних мешканців працювало 2178 осіб (1222 чоловіки та 956 жінок), безробітними було 675 (392 чоловіки та 283 жінки). Серед 1513 неактивних 438 осіб було учнями чи студентами, 331 — пенсіонерами, 744 були неактивними з інших причин.

У 2010 році в муніципалітеті числилось 2556 оподаткованих домогосподарств, у яких проживали 6618,5 особи, медіана доходів виносила 13 382 євро на одного особоспоживача